# Pedro Merino
Pedro Merino Criado es un ciclista profesional español. Nació en Manzanares (provincia de Ciudad Real) el 8 de julio de 1987.
Se formó en las categorías inferiores del equipo Fuji-Servetto, su último año en el Trasmiera-Fuji. Para la temporada 2010, el Footon-Servetto, de categoría UCI ProTour le firmó para una temporada dando así el salto al profesionalismo.
En 2009 se proclamó Campeón de España sub-23 en ruta, disputado en Santander. También consiguió la victoria en una de las pruebas amateurs más prestigiosas de España, el Memorial Valenciaga. También ganó pruebas de prestigio como la Clásica de Pascua. Actualmente desarrolla su actividad laboral en la empresa CV INSTALACIONES (Grupo CV), de la vecina localidad de Tomelloso.

## Palmarés
No ha conseguido victorias como profesional.

## Equipos
- Footon-Servetto (2010)
- Miche-Guerciotti (2011[3])